# Gaston Boiteux (natation)
Pour les articles homonymes, voir Gaston Boiteux et Boiteux.
Gaston Boiteux est un nageur français.

## Biographie
C'est un spécialiste des courses de traversée mais s'illustre également en bassin lors des Championnats de France 1921 en remportant la médaille d'argent du 500 m nage libre pour le Stade toulousain,.

## Vie privée
Il est marié à la nageuse Bibienne Pellegry, celle-ci dispute deux fois les Jeux olympiques en 1924 à Paris et en 1928 à Amsterdam, terminant à chaque fois cinquième au titre du relais 4 × 100 m nage libre féminin tout en ayant un temps le record de France du 800 m nage libre. De son union, il aura notamment un fils, Jean Boiteux, également nageur émérite.